# عبدالرزاق کمال

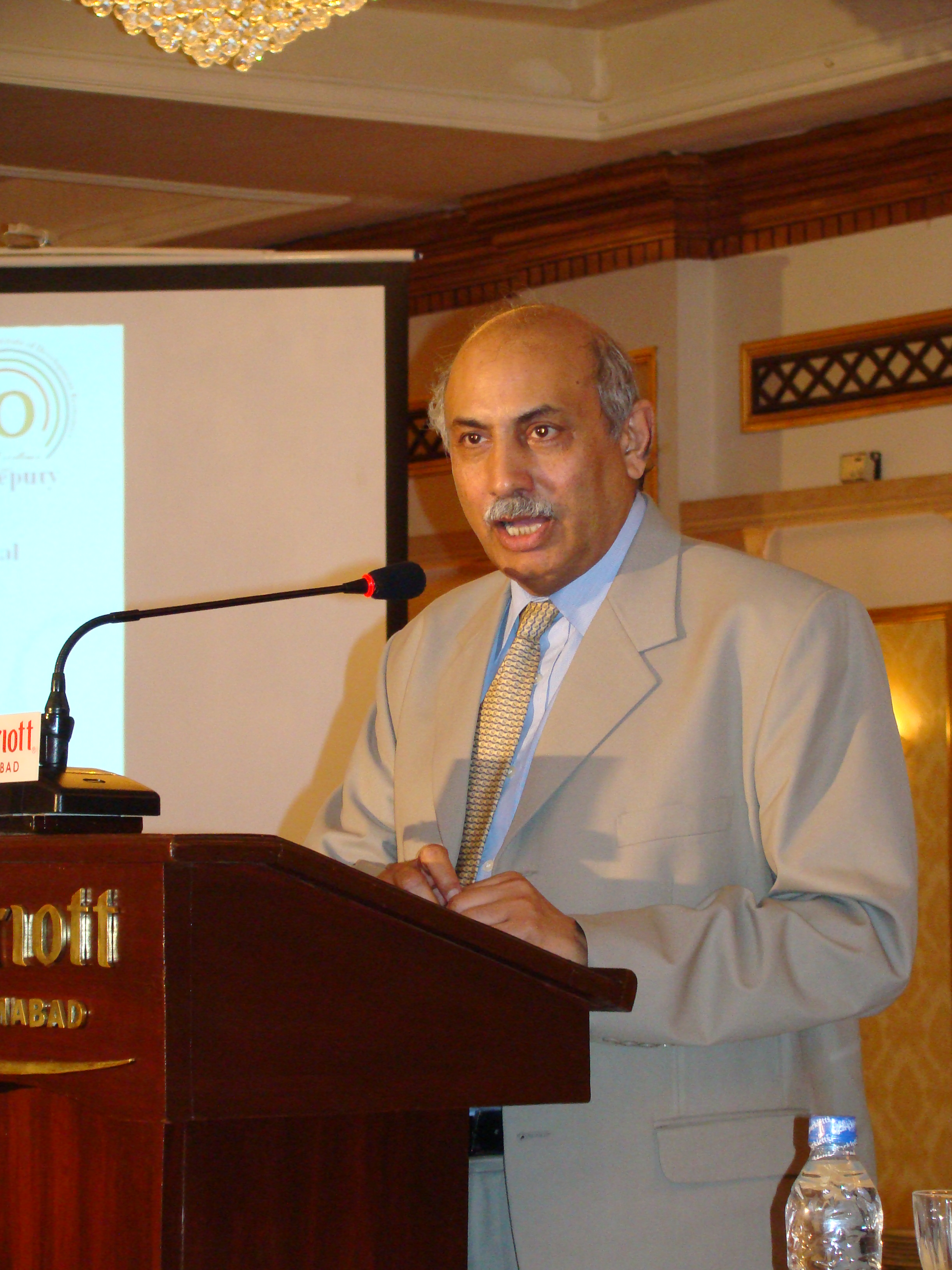
عبدالرزاق کمال در سال ۲۰۰۸

عبدالرزاق کمال (معروف به ا. ر. کمال) (۱۴ آوریل ۱۹۴۶–۲۴ مارس ۲۰۰۸) اقتصاددان پاکستانی بود که «در اقتصاد پاکستان و سیاست گذاران اقتصادی اقتدار» شناخته می‌شد. او مدیر مؤسسه اقتصاد توسعه پاکستان (۱۹۹۹–۲۰۰۶) بود.

## سنین جوانی و تحصیل
کمال در آمریتسار، هند، در سال ۱۹۴۶ متولد شد. مدارک تحصیلی وی در رشته اقتصاد شامل مدرک کارشناسی ارشد از دانشگاه استنفورد آمریکا و دکتری از دانشگاه منچستر، انگلستان است.

## حرفه
کمال به عنوان اقتصاددان ارشد کمیسیون برنامه‌ریزی دولت پاکستان و مشاور اقتصادی وزارت دارایی فعالیت می‌کرد. وی از سال ۱۹۹۹ تا ۲۰۰۶ انستیتو اقتصاد توسعه پاکستان را هدایت کرد وی در دوره مدیریت خود برنامه‌های MPhil و PhD در اقتصاد را آغاز کرد و در تأیید درخواست مؤسسه برای اعطای مدرک در سال ۲۰۰۳ نقش مؤثری داشت، اگرچه اساسنامه اعطای مدرک تا پس از بازنشستگی وی نهایی نشده بود. وی همچنین عضو کمیته بازسازی مؤسسه تحقیقات و آموزش اسلامی و بانک توسعه اسلامی بود. وی به سازمان‌هایی از جمله برنامه توسعه ملل متحد (UNDP)، یونیسف، کمیسیون اقتصادی و اجتماعی ملل متحد برای آسیا و اقیانوسیه (ESCAP)، سازمان بین‌المللی کار (ILO)، بانک توسعه آسیایی و بانک جهانی مشاوره داد. او رئیس مؤسسه اقتصاد توسعه پاکستان (PIDE) بود. وی در دانشگاه بین‌المللی اسلامی اسلام‌آباد به تدریس اقتصاد پرداخت. او ۱۲ کتاب نوشت یا ویرایش کرد و ۱۸۶ مقاله تحقیقی منتشر کرد.

## زندگی شخصی
او متأهل بود و دارای دو فرزند بود که هر دو پسر بودند. کمال در سال ۲۰۰۸ در اسلام‌آباد در سن ۶۲ سالگی و پس از حمله قلبی درگذشت.

## جوایز و تقدیر
- جایزه ستاره امتیاز (ستاره برتری) توسط رئیس‌جمهور پاکستان در سال ۲۰۰۷

## انتشارات منتخب
- رشید امجد، ا.ر. کمال (۱۹۹۷). سیاستهای اقتصاد کلان و تأثیر آنها بر کاهش فقر در پاکستان. بررسی توسعه پاکستان ۳۶: ۳۹–۶۸